# Cây con

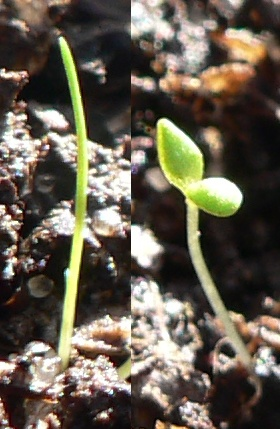
Thực vật một lá mầm (trái), thực vật hai lá mầm (phải).

Trong thực vật học, cây con hay cây non (tiếng Anh: seedling) là một thể bào tử non phát triển từ phôi trong một hạt giống. Sự phát triển của cây con bắt đầu bằng sự nảy mầm của hạt. Một cây con điển hình bao gồm ba phần chính: rễ mầm, trụ dưới lá mầm và lá mầm. Hai lớp thực vật có hoa (thực vật hạt kín) được phân biệt bởi số lượng lá mầm của chúng: cây một lá mầm (monocots) có một lá mầm, trong khi cây hai lá mầm (dicots) có hai lá mầm. Thực vật hạt trần đa dạng hơn. Ví dụ, cây thông con có tới tám lá mầm. Cây con của một số cây có hoa hoàn toàn không có lá mầm. Đây được cho là những cây acotyledon.
Chồi mầm (plumule) là một phần của phôi hạt phát triển thành những chiếc lá thật đầu tiên của cây. Sự phát triển của chồi mầm không xảy ra cho đến khi các lá mầm mọc trên mặt đất. Đây là sự nảy mầm trên mặt đất. Tuy nhiên, ở một số loại hạt lại có quá trình khác. Những hạt này phát triển mà lá mầm ở bên dưới lòng đất. Đây được gọi là quá trình nảy mầm dưới lòng đất.